# 제45회 일본 중의원 의원 총선거

획득 중의원의석
민주당 (308)
자유민주당 (119)
공명당 (21)
일본공산당 (9)
사회민주당 (7)
모두의 당 (5)
국민신당 (3)
무소속/기타 (8)

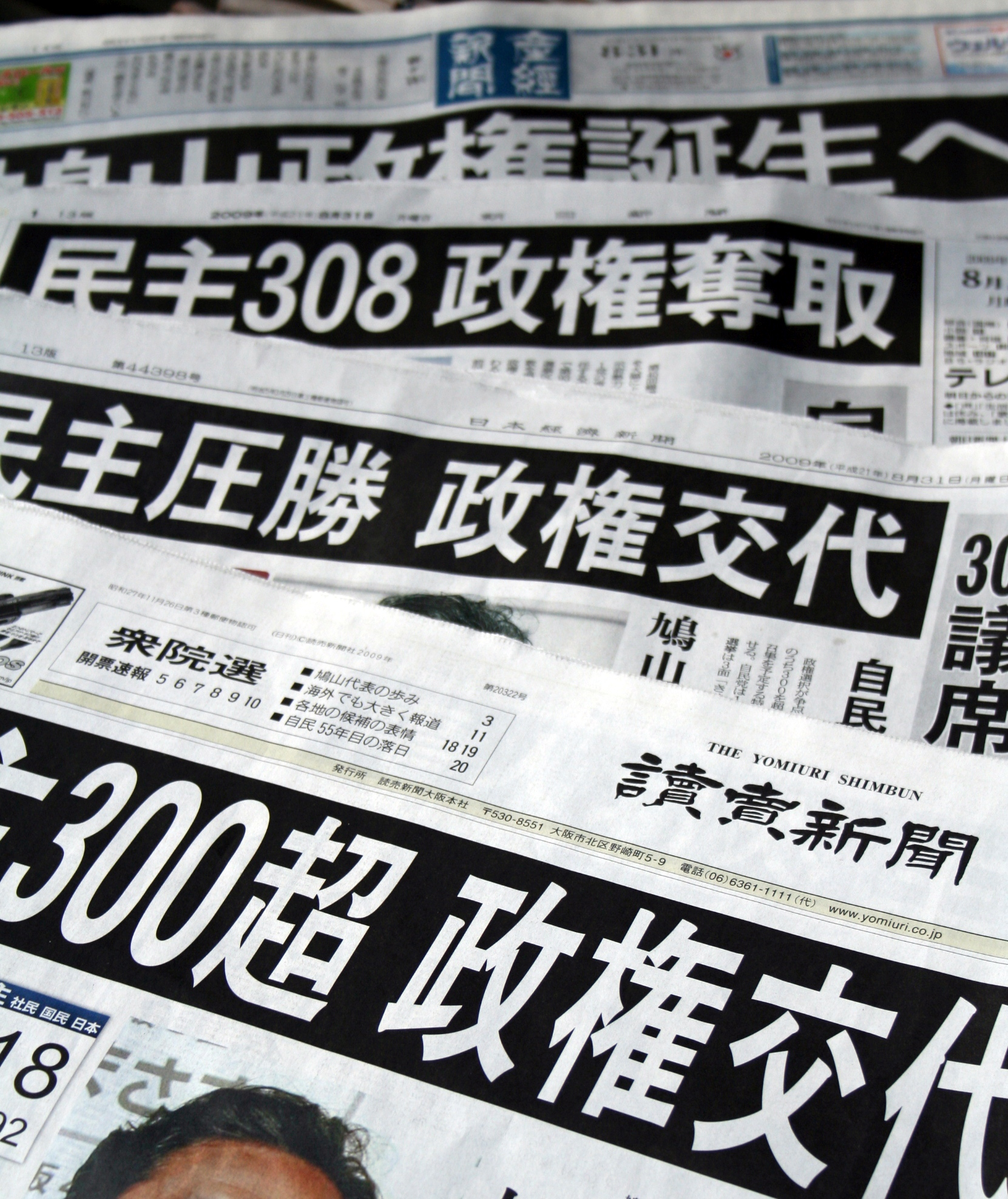
선거결과를 전하는 일본의 신문

제45회 일본 중의원의원 총선거는 2009년 8월 30일에 실시된 일본 중의원의원의 선거이다. 선거 결과 민주당은 단일 정당으로서는 전후 최대 의석인 308석을 획득해 수권 정당이 됐고, 자유민주당은 119석을 획득하는데 그치며 1955년 창당 이래 처음으로 제2당으로 전락했다.

## 선거 정보

### 해산일
- 2009년 7월 21일

### 공시일
- 2009년 8월 18일

### 투표일
- 2009년 8월 30일

### 개선수
- 480명

소선거구 300명, 비례대표선거구 180명.

### 선거제도
- 소선거구 비례대표 병립제

## 주요 쟁점

### 정책
- 총론 = 자민당은 경제 위기 극복을 위한 성장.고용, 오랜 국정 경험을 바탕으로 한 외교.국방 분야의 정책공약에서 우위에 있다면 민주당은 과감한 자녀수당 지급을 중심으로 한 복지, 관료주의 폐해 타파와 정치 세습 및 낙하산 인사 근절 등의 정치 분야에서 공세적이다.

- 복지 = 민주당은 자녀수당을 신설해 중학교 졸업때까지 자녀 1인당 연 31만2천엔(월 2만6천엔)을 각 가정에 현찰로 지급하겠다고 약속했다. 정권을 잡을 경우 당장 2010년에 절반을 지급하기로 했다. 공립고교생의 수업료를 사실상 무료화하고 사립고교생이 있는 가정에도 연간 12만엔(저소득 세대는 24만엔)을 지원하기로 했다. 고속도로 통행료 무료화, 농어민에 대한 소득보상제도 민주당의 회심의 공약이다. 이들 공약에는 2013년부터 16조8천억엔이 들어간다. 민주당은 도로 등 각종 공공사업의 재검토와 지출 삭감, 공무원 인건비 20% 감축, 각종 보조금 삭감, 특별회계 운용 수익, 소득공제 폐지 및 조세특별조치법 재검토 등으로 국채발행을 하지 않고 재원을 조달할 수 있다고 주장하고 있다.

자민당은 3∼5세 아동의교육비를 단계적으로 경감해 3년내 무상화하고, 고교생과 대학생에게는 급부금 형태의 장학금을 지급하며, 저소득층의 수업료는 무료화한다는 구상이다. 자민당은 이와함께 민주당 공약은 재원 마련이 불가능하기 때문에 현실성이 없는 '헛방'이라고 공격하고 있다. 전문가들도 민주당의 공약은 재원확보가 쉽지 않을 것이라는 견해가 우세하다.
- 성장.고용 = 자민당은 내년 후반부터 연간 2%의 경제성장률을 목표로 제시했다. 또 향후 3년간 40조∼60조엔의 수요를 창출해 200만개의 일자리를 만들고 여성과 고령자의 근로참여를 늘려 가정소득을 연간 100만엔 정도 높임으로써 1인당 국민소득을 세계 톱수준으로 끌어올리겠다고 공약했다.

민주당은 중소기업의 법인세율을 현재의 18%에서 11%로 내려 기업활동을 지원하고, 시급을 전국 평균 1천엔으로 올리며, 이산화탄소 배출량을 2020년까지 25% 삭감하겠다는 공약을 내걸었다. 민주당은 자민당의 공약이 막연하다는 점을 파고들고 있다. 200만개의 일자리 창출이나 국민소득 세계 톱수준은 구호일 뿐 실현을 위한 구체성이 없다는 것이다.
- 소비세 = 자민당은 재정으로 각종 복지재원을 감당할 수 없는 만큼 소비세와 법인세 등 세제전반에 대한 근본적 개혁을 통해 소비세를 올리겠다고 공약했다. 고통분담 없이는 복지가 어렵다는 점을 분명히 하고 있다. 이에 대해서는 전문가들도 납득할 수 있는 공약이라고 평가하고 있다. 하지만 민주당은 정권을 잡을 경우 4년내 소득세 인상은 없다고 못박았다. 세금 인상에 대한 여론의 반발을 의식하고 있기 때문이다.

- 대미외교 = 자민당은 미국이 중시하고 있는 주일미군 재편의 지속적인 추진과 동시에 미국을 향한 탄도미사일이 발사될 경우 일본이 요격할 수 있도록 하는 데 필요한 대책을 강구하겠다고 밝히는 등 미·일동맹 강화를 전면에 내세웠다. 또 자위대를 수시로 해외에 파견할 수 있도록 하는 일반법(국제협력기본법) 제정도 제시했다. 그러나 민주당은 '대등한 미·일관계'를 내세우면서 미국이 소극적인 주일미군 재편과 관련한 종전 합의를 재검토하고, 미·일 지위협정 개정도 검토하겠다고 밝혔다. 미국이 유지를 희망하고 있는 인도양에서의 해상자위대에 의한 미국 등 다국적군 함대에 대한 급유지원도 연장하지 않겠다는 것이 기본 입장이다.

- 대중.대한외교 = 민주당은 한국.중국 등 주변국의 반발을 고려해 논란이 되고 있는 야스쿠니(靖國)신사를 대체할 종교성을 띠지 않은 새로운 추도시설 건립을 공약으로 내건 반면 자민당은 보수층을 의식해 이에 반대하고 있다.

### 정국
- 자유민주당이 부패하고 장기 집권에 대한 국민들의 염증으로 2007년 참의원의원 선거에서 참패하며 지지층이 대거 이탈
- 여러 여론조사에서 민주당의 지지율이 자유민주당을 제치고 1위를 차지하며 총선거 승리가 확실시됨.

### 기타 사항
- 모리 요시로, 후쿠다 야스오, 호소다 히로유키, 고가 마고토, 야마사키 다쿠, 이부키 분메이, 니카이 도시히로, 마치무라 노부타카, 나카가와 쇼이치, 다케베 쓰토무, 오타 아키히로 등 자유민주당 거물 정치인들이 낙선 위기에 몰렸다.

## 각 당의 캐치프레이즈
- 자유민주당 : 일본을 지키는 책임력
- 공명당 : 생활을 지킨다.
- 민주당 : 정권교체. 국민 생활이 제일.
- 일본공산당 : '국민이 주인공' 인 새로운 일본을
- 사회민주당 : 생활재건
- 국민신당 : 빛나라 일본!
- 신당일본 : 일본 '개국(改國)' 선언
- 개혁클럽 : 멈춰서서 원점으로 돌아가는 용기!
- 모두의 당 : '탈관료' '지역 주권' '생활 중시'에서 국민에게 정치를 탈환한다!
- 신당 다이치 : 홋카이도에서 체인지!
- 히라누마 그룹 : 일본재건
- 행복실현당 : 정권교체도 아니고, 현실 긍정도 아닌 - 새로운 선택.
- 신당본질 : 자살 STOP!! 목숨을 유효하게 생각하는 단 하나의 정당

## 선거 결과
| 정당명     | 소선거구 | 비례대표 | 합계 |
| ---------- | -------- | -------- | ---- |
| 민주당     | 221      | 87       | 308  |
| 자유민주당 | 64       | 55       | 119  |
| 공명당     | 0        | 21       | 21   |
| 일본공산당 | 0        | 9        | 9    |
| 사회민주당 | 3        | 4        | 7    |
| 모두의 당  | 2        | 3        | 5    |
| 국민신당   | 3        | 0        | 3    |
| 신당일본   | 1        | 0        | 1    |
| 신당대지   | 0        | 1        | 1    |
| 무소속     | 6        | 0        | 6    |
| 합계       | 300      | 180      | 480  |

### 민주당 압승
최종 개표 결과 민주당은 총 480개 의석 가운데 단독 과반수(241석)를 크게 웃도는 308석을 확보하면서 119석을 얻는 데 그친 자민당을 대파했다. 이어 공명당 21석, 공산당 9석, 사민당 7석, 국민신당 3석, 무소속.기타 13석 순이었다. 민주당이 확보한 의석은 여당이 중의원 상임위원장을 독점하고 전 상임위원회에서 여당 의원 수가 과반을 넘기위해 필요한 절대안정다수 의석(269석)을 크게 웃도는 것이다. 또 1986년 나카소네 야스히로(中曾根康弘)정권에서 자민당이 얻은 최고 의석 기록(300석)도 상회하는 것이다.

### 자민당 참패
119개 의석은 과거 최저였던 223석(2000년)보다 적은 것이다. 자민당이 제2당이 된 것은 1955년 창당 이래 처음 있는 일이다. 아소 다로 총재는 8월30일 밤 개표 도중 패배를 선언하고 총재직 사퇴 의사를 밝혔다. 야마사키 다쿠(山崎拓), 나카가와 쇼이치(中川昭一) 의원 등 당내 유력 인사들도 줄줄이 낙선했다.

## 같은 날에 함께 시행된 선거
- 전국 규모
  - 제21회 최고재판소재판관 국민심사
- 현지사 선거
  - 이바라기 현 = 하시모토 마사루(무소속.현직)가 5번째 당선.
- 시장 선거
  - 가나가와현 요코하마시 = 하야시 후미코(여.무소속.전 다이에 회장)가 당선. 하야시씨는 정치 신인으로 민주당의 추천과 국민신당의 지지를 얻었다.

## 같이 보기
- 일본 국회
- 중의원
- 일본 중의원의원 총선거
- 일본 총무성